# Kjell Sjölund
Kjell Rudolf Sjölund, född den 1 december 1919 i Gudmundrå, Västernorrlands län (Ångermanland), död 22 februari 2007 i Stockholm, var en svensk gitarrist och kompositör. 
"Svensk jazzdiskografi 1899-1999" noterar en inspelning av Kjell Sjölunds Trio, gjord i mars 1950 på en så kallad stenkaka (78-varvs). Trion bestod av Kjell Sjölund gitarr, Rolf Larsson piano och Arne Söderlund bas.  Samma månad gjordes en inspelning med Kjell Sjölunds Gitarrkvartett, bestående av gitarristerna Kjell Sjölund, Bengt Högberg och Lennart Ahlbom samt basisten Arne Söderlund.
I filmen En skärgårdsnatt från  1953 spelas två av Sjölunds kompositioner, Beguine Fantasy och Boogie Blues, den senare en samkomposition med Andrew Walter.
I början av 1950-talet konstruerade Sjölund en mikrofon, som under namnet "Kjell" levererades med Levins orkestergitarrer.